# Adrijana Pop Arsova
Adrijana Pop Arsova (mazedonisch Адријана Поп Арсова; * 18. Januar 1990 in Vinica, SR Mazedonien, SFR Jugoslawien) ist eine nordmazedonische Leichtathletin, die sich auf den Langstreckenlauf spezialisiert hat.

## Sportliche Laufbahn
Erste internationale Erfahrungen sammelte Adrijana Pop Arsova im Jahr 2015, als sie bei den Europaspielen in Baku in 12:07,81 min den zwölften Platz im 3000-Meter-Lauf belegte und über 5000 Meter mit 21:45,63 min auf Rang elf gelangte. 2018 belegte sie bei den Balkan-Meisterschaften in Stara Sagora in 19:10,86 min den achten Platz im 5000-Meter-Lauf und erreichte über 3000 Meter nach 11:03,01 min Rang neun. 2019 belegte sie bei den Balkan-Meisterschaften in Prawez in 18:09,22 min den siebten Platz über 5000 Meter und im November wurde sie bei den Marathon-Balkan-Meisterschaften in Belgrad nach 2:55:03 h Vierte. Im Jahr darauf lief sie bei den Halbmarathon-Weltmeisterschaften 2020 in Gdynia nach 1:22:18 h auf dem 99. Platz im Einzelrennen ein und bei den Halbmarathon-Balkan-Meisterschaften 2021 in Bitola wurde sie nach 1:18:50 h Vierte. Im Jahr darauf belegte sie bei den Balkan-Meisterschaften in Craiova in 16:50,89 min den siebten Platz über 5000 Meter und gelangte mit 9:50,48 min auf Rang neun über 3000 Meter. Anschließend startete sie im Marathon bei den Weltmeisterschaften in Eugene und lief dort nach 2:41:20 h auf dem 28. Platz ein. 2023 wurde sie bei der 3. Liga der Team-Europameisterschaft im Rahmen der Europaspiele in Chorzów in 4:48,95 min Neunte über 1500 Meter und gelangte über 5000 Meter mit 18:05,02 min auf Rang sieben. Anschließend wurde sie bei den Balkan-Meisterschaften in Kraljevo in 10:06,56 min Vierte über 3000 Meter und kam dann im August bei den Weltmeisterschaften in Budapest im Marathon nicht ins Ziel. Im Jahr darauf kam sie bei den Balkan-Meisterschaften in Izmir über 3000 und 5000 Meter nicht ins Ziel und bei den Straßenlauf-Europameisterschaften 2025 in Löwen wurde sie in 35:15 min 74. über 10 km.
2020 wurde Pop Arsova nordmazedonische Meisterin im 10.000-Meter-Lauf, 2021 im Halbmarathon und 2023 über 5000 Meter. 2024 wurde sie Landesmeisterin über 1500 und 3000 Meter.

## Persönliche Bestleistungen
- 1500 Meter: 4:48,95 min, 22. Juni 2023 in Chorzów
- 3000 Meter: 9:50,48 min, 18. Juni 2022 in Craiova
- 5000 Meter: 16:50,89 min, 19. Juni 2022 in Craiova (nordmazedonischer Rekord)
- 10.000 Meter: 35:00,30 min, 17. April 2022 in Skopje (nordmazedonischer Rekord)
- 10-km-Straßenlauf: 35:06 min, 10. November 2024 in Gevgelija (nordmazedonischer Rekord)
- Halbmarathon: 1:16:06 h, 2. Oktober 2022 in Skopje
- Marathon: 2:35:29 h, 15. Mai 2022 in Kopenhagen (nordmazedonischer Rekord)